# Parafia Zbawiciela Świata w Ostrołęce
Parafia pw. Zbawiciela Świata w Ostrołęce – rzymskokatolicka parafia należąca do dekanatu Ostrołęka – św. Antoniego, diecezji łomżyńskiej, metropolii białostockiej. Jej proboszcz piastuje także funkcję wicedziekana dekanatu.

## Historia parafii
Pod koniec lat 80. XX wieku pojawił się pomysł powstania nowego kościoła w rozrastającej się Ostrołęce. W dniu 21 grudnia 1986 r. został ustanowiony rektorat jako samodzielny ośrodek duszpasterski. Parafia pw. Zbawiciela Świata została erygowana 3 grudnia 1989 r. przez biskupa łomżyńskiego Juliusza Paetza. Powstała z terytorium parafii św. Antoniego Padewskiego w Ostrołęce i parafii Rzekuń.
Już w roku 1985 staraniem ks. Józefa Biernackiego proboszcza parafii św. Antoniego w Ostrołęce i wikariusza ks. Jerzego Goska została zbudowana tymczasowa drewniana kaplica, która służyła wiernym do 1996 r., kiedy to uległa całkowitemu zniszczeniu w dniu 4 grudnia 1996 r. na skutek pożaru. Wówczas do sprawowania czynności liturgicznych zostały przystosowane podziemia plebanii.
Kościół parafialny

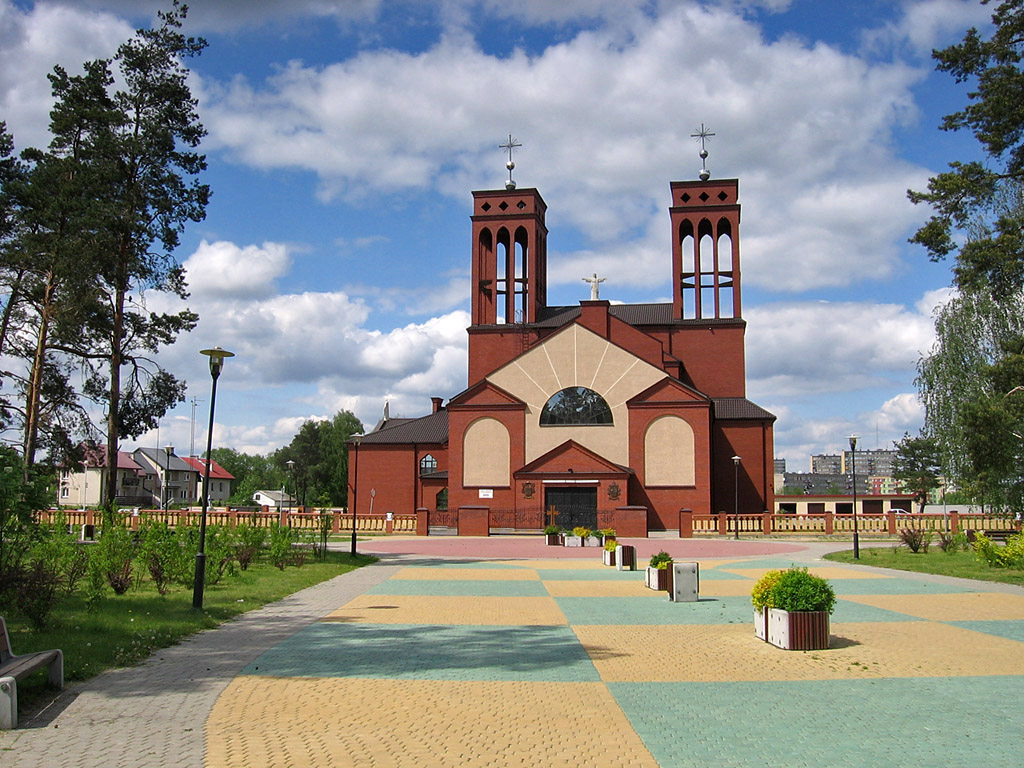
Kościół parafialny pw. Zbawiciela Świata w Ostrołęce

W latach 1996–2000 staraniem ks. prob. Jana Świerada został wybudowany murowany kościół pw. Zbawiciela Świata, według projektu arch. Walentego Jana Deptuły z Ostrołęki. W budującej się świątyni od 24 grudnia 1998 r. były już na stałe sprawowane czynności liturgiczne. W dniu 17 grudnia 2000 r. kościół parafialny pw. Zbawiciela Świata został pobłogosławiony przez bp. łomżyńskiego Stanisława Stefanka.
Plebania
Murowana plebania, została zbudowana w roku 1993 staraniem ks. proboszcza Piotra Zabielskiego.

## Zasięg parafii
Do parafii należą wierni z miejscowości: Dzbenin (1 km) oraz z Ostrołęki mieszkający przy ulicach:

- Agatowej,
- Agrestowej,
- Banacha,
- Barzykowskiego,
- Błękitnej,
- Brata Zenona Żebrowskiego,
- Brzoskwiniowej,
- Bursztynowej,
- Cichej,
- Denisiewicza,
- Diamentowej,
- Dobrej,
- Geodetów,
- Fieldorfa "Nila",
- Goworowskiej,
- dr. Jerzego Olszewskiego,
- Jaracza,
- Jeżynowej,
- Kalinowskiego,
- Kasprzaka,
- Majowej,
- Kolorowej,
- Konopnickiej,
- Koralowej,
- Korczaka,
- Korzeniowskiej,
- ks. bp. Krasickiego,
- Krzywickiego,
- ks. Skierkowskiego,
- Lazurowej,
- Łubieńskiego,
- Malinowej,
- Miłej,
- Modrzejewskiej,
- Mokrej,
- Morelowej,
- Ogrodowej,
- Okrzei,
- Opalowej,
- Perłowej,
- Platynowej,
- Pomian,
- Powstańców,
- Poznańskiej,
- Rolnej,
- Rubinowej,
- Sadowej,
- Siewnej,
- Skautów,
- Skośnej,
- Srebrnej,
- Stayera,
- Stefczyka,
- Sybiraków,
- Szmaragdowej,
- Tęczowej,
- Turkusowej,
- Wesołej,
- Wrześniowej,
- Wysockiego,
- Zbożowej,
- Złotej,
- Zuchów,
- Żniwnej,
- Żytniej.

## Proboszczowie
- ks. Jerzy Gosk (rektor 1986–1989)
- ks. Piotr Zabielski (1989–1993)
- ks. Marek Natkowski (1993–1995)
- ks. kan. Jan Świerad (1995–2022)[3]
- ks. prał. Jarosław Kotowski (od 2022)[3]